# Algerine (California)
Algerine es un área no incorporada ubicada en el condado de Tuolumne en el estado estadounidense de California.

## Geografía
Algerine se encuentra ubicada en las coordenadas 37°54′30″N 120°22′54″O / 37.90833, -120.38167.